# 馬堀法眼喜孝
馬堀 法眼 喜孝 (まぼり ほうがん よしたか/きこう、(明治40年〈1907年〉9月1日-平成11年〈1999年〉)は、神奈川県横須賀市生まれの画家。
日本肖像美術協会の創始者。

## 経歴
昭和25年に日本肖像美術協会を立ち上げる。
また、法眼は自費を投じて静岡県大須賀町にアトリエを作り、全国から身体障害者を集めてそのアトリエで絵を教え、障害者の将来に希望を与えようと努力した 。
警察官友の会の理事も務め、1972年には殉職された216名の警察官の肖像画を描き、遺族へ送った。

## 主な作品
- 『旧一万円札(聖徳太子)肖像』[3]。
- 『旧五百円札(岩倉具視)肖像』
- 『旧千円札(伊藤博文)肖像』
- 『日本国歴代天皇御真影図 』
- 世尊寺渋手大黒天